# Test de la Casa
El test de la casa es fa a partir de dibuixos representatius de cases realitzats per infants.
El dibuix de la casa és un element recurrent i d'alta presència en els dibuixos infantils. Això podem associar-ho a l'expressió gràfica d'un fort sentiment intern com és el de la necessitat i desig de viure protegit per la seguretat de la casa i evitar els perills del món exterior. Així, els nens representen o projecten sobre el paper la seva pròpia forma de vida, els vincles afectius que l'uneixen a la seva família i també la seva relació amb el món exterior. El dibuix de la casa pot estar ja present amb esbossos molt esquemàtics i simples en nens de quatre a cinc anys. Evidentment aquest primer tipus de dibuix ens proporcionarà una informació encara molt pobra donada l'escassetat d'elements interpretatius, encara que és possible que ja puguem trobar algun tret significatiu. És a partir dels 6 anys, de mitjana, quan la casa comença a mostrar-nos detalls més variats. Pot ser gran, petita, molt o poc elaborada i presentar elements afegits diversos (arbres, plantes, animals, núvols, xemeneies, fum, etc.). És llavors quan podem procedir a una anàlisi més detallada.
Igual que ocorre amb altres tests projectius, sol ser bastant ben acceptat pels nens en considerar-ho poc intrusiu i relativament simple. Alguns d'ells poden mostrar algunes resistències excusant-se en la seva poca habilitat amb el dibuix. Quan això ocorri cal tranquil·litzar-los i fer-los veure que, en tot cas, no anem a jutjar la qualitat del seu dibuix i que pot efectuar-ho com millor li sembli.
Sigui com sigui, el test de la casa pot aportar informació valuosíssima sobre els diferents aspectes del temperament del nen així com del seu món emocional i la forma amb la qual es relaciona amb l'ambient extern.

## Aplicació del test
És molt simple. N'hi ha prou amb donar les indicacions al nen perquè efectuï el dibuix d'una casa. Pot ser qualsevol que ell desitgi però hem de procurar no influenciar-ho de cap manera amb algun comentari o resposta. Les instruccions verbals poden ser alguna cosa així com: “Dibuixa una casa qualsevol, com se t'ocorri. Fes-ho com millor et sembli". Si el nen ho desitja, després pot acolorir-la. S'ha de disposar de paper en blanc (DIN A4), llapis (núm.2), llapis de colors, goma d'esborrar i una maquineta.
No hi ha temps límit i el dibuix es donarà per conclòs quan així ho determini el nen.

### Consideracions generals
- La interpretació d'un dibuix infantil ha de basar-se en aproximacions estadístiques, és a dir, en què la presència d'una determinada característica del dibuix s'associï amb una elevada probabilitat de presentar un tret de temperament o personalitat concret. Des de la psicoanàlisi s'apunten també certes interpretacions basades en la seva teoria. No obstant això, en cap dels dos casos, es tracta d'una ciència exacta i, per tant, cal ser prudents en la interpretació d'aquestes proves. De totes maneres, aquesta reflexió no ha de fer-nos perdre de vista la gran utilitat d'aquestes proves com a canal comunicatiu i de connexió amb el món interior infantil.
- Les dades han d'analitzar-se en conjunt i no tan sols a partir d'elements individuals. S'ha de tenir en compte, a més, que el nen és un ésser en desenvolupament, en constant canvi i no sempre és fàcil determinar què pensa i per què actua de determinades maneres. És possible que molts dels elements que apareguin en el dibuix siguin a causa de circumstàncies recents i temporals viscudes pel nen i no a conseqüència de la presència d'un tret de personalitat concret i estable. Per exemple, un nen pot pintar una casa amb cavalls perquè recentment ha muntat en algun després d'una excursió i li ha agradat. En aquest cas, el nen projecta principalment les vivències d'una experiència recent i no una característica de personalitat estable, si bé podem interpretar que hi ha una predisposició cap a la recerca de llibertat, ànsies d'aventura o escapar del quotidià.
- Les diferents característiques del nen que es poden anar suposant de l'anàlisi d'aquesta prova, només tenen validesa mentre siguin complementades amb altres proves o observacions. Per tant, només és possible formular hipòtesis de treball que després s'han de contrastar amb altres proves. La peculiaritat de cada nen, de cada cas, fa molt difícil establir el mateix significat fins i tot per a dibuixos molt semblants. D'aquí la necessitat que aquest tipus de proves siguin subordinades o complementàries d'altres més objectives.
- Les interpretacions del dibuix hauran de tenir en compte l'edat del nen. Una mateixa característica pot tenir diferents significats segons l'edat.

## Claus interpretatives
- Casa gran. Sol associar-se a alegria i benestar. El nen que la dibuixa probablement és extravertit, amb capacitat per mostrar-se afectuós i amigable. La seva casa és acollidora i està sempre oberta per als seus amics. És símptoma, també, que la casa és interioritzada com a confortable i càlida. Tanmateix, tot això ha de confirmar-se segons la disposició i forma dels altres elements del dibuix.
- Casa petita. En aquest cas podria trobar-se amb l'expressió d'introversió, necessitat d'autoprotecció contra el món extern. Segons l'edat del nen, timidesa, dificultat en les relacions amb els seus iguals, pors i/o sentiments d'inferioritat. Tot això vindrà confirmat per la grandària relativa i la presència i forma dels altres elements.
- Casa alta. Quan la casa representada és excessivament allargada en la seva altura poden ser signes de necessitat de créixer, si es fes major d'aconseguir la vida adulta. És propi d'alguns nens amb problemes afectius a casa i que desitgen fer-se adults per emancipar-se.
- Casa baixa. Les cases que són baixes, amb escassa distància entre sòl i sostre respecte a la seva amplitud, s'associa a sentiments d'opressió, angoixa, preocupació, malestar al domicili actual, especialment si es presenten sense la línia del sòl o es presenten deformades o inacabades.
- Casa de dos nivells. Si s'efectua a una edat inferior als 9 o 10 anys pot estar associada a un bon nivell cognitiu. Nen sensible, observador, detallista i amb bona relació familiar i exterior.
- Dibuixa un castell o casa amb forma de castell. Pot interpretar-se de diferents formes i segons edat i característiques del nen. D'una banda es pot estar davant d'un nen amb gran imaginació que li agrada somiar i crear llocs i personatges, però també pot denotar un caràcter fort amb ànsia de poder. De la disposició dels altres elements dependrà la interpretació. En nens majors pot significar protecció i fugida del món real, necessitat de defensar-se d'elements externs que són vists com a perillosos o indesitjables.
- Dibuixa una casa de camp. Sol estar relacionada amb desitjos de recerca de tranquil·litat, vida afable i fugida del món urbà ple de sorolls i presses. Pot també indicar sensibilitat, gust per les arts plàstiques i necessitat de fugir del material.
- Casa dibuixada a la llunyania. Si es representa amb una grandària petita i envoltada de paisatge amb riquesa de detalls, pot significar sentiments de tristesa, enyorança o "allunyament emocional" pel que fa a la família. El nen pot simbolitzar així la seva desesperança a causa d'un canvi recent o allunyament i/o pèrdua d'algun ser estimat. També pot denotar una sensibilitat especial i la necessitat de fugida del món quotidià.
- Casa vallada o amb cèrcol. A mesura que el tancament de la casa sigui més evident, tant més hauria de ser el nivell d'introversió i desconfiança cap a l'exterior expressat pel nen. Si a més ens trobem amb formes punxegudes en les tanques o murs, pot significar defensa agressiva, és a dir, la disposició a defensar costi el que costi el nostre territori de la invasió d'estranys.
- Casa amb jardí. En general és un signe positiu si la seva distribució és proporcional a la grandària de la casa. Pot simbolitzar el gust pels espais oberts, les activitats a l'aire lliure, la naturalesa i els animals. És propi de nens amb personalitat extravertida (si no apareixen reixats o murs), amb sensibilitat i obertura cap als altres.

### Anàlisi detallat dels diferents elements

#### Laporta
La porta representa l'accés a l'habitatge, és l'element que regula l'entrada a l'espai vital, però també és la sortida i el contacte amb el món exterior. La seva presència, forma i grandària ve a donar informació vital sobre com el nen projecta les seves relacions amb l'ambient.
- Casa sense porta o porta molt petita. Excepte al fet que es degui a una distracció del dibuixant, ometre la porta significa un bloqueig, una necessitat de trencar les relacions amb el món extern, introversió, aïllament de les pressions externes que són viscudes com a agressives o indesitjables. També timidesa i necessitat d'autoprotecció. Necessitat de disposar del propi espai sense interferències d'altres persones.
- Porta molt gran. Sol associar-se a necessitat i fins i tot dependència dels altres. La persona es percep amb limitacions per desembolicar-se en la vida quotidiana, buscant i necessitant l'ajuda de l'entorn per a continuar endavant. També pot indicar generositat extrema, persones sense secrets.
- Porta tancada, draps i panys. En general pot associar-se a introversió, evasió del món exterior. També necessitat de protegir el seu àmbit més íntim. En nens petits la porta tancada és una forma de protegir-se de les seves pròpies pors. No obstant això, cal tenir en compte que és bastant habitual que la porta es presenti tancada en aquest col·lectiu atès que la representació d'una porta oberta requereix major habilitat en el dibuix. En general i depenent de l'edat, els símptomes d'introversió serien més evidents si la porta a més presenta pany, draps o elements que reforcen la seva solidesa (pedres, ferros, etc.). En aquest últim cas a més podem especular amb sentiments de culpabilitat i un cert temor a ser vist o jutjat.
- Porta oberta. Persona o nen obert, extravertit, amb capacitat i gust per les relacions socials i la comunicació. Probablement amb seguretat en si mateix i confiança en l'entorn. Rarament aquesta característica es presentarà en els nens més petits atès que no disposen encara del domini necessari en el dibuix.
- Dues portes. Quan se situen en dos laterals diferents de la casa poden simbolitzar la confrontació entre els pares o dues persones del cercle familiar que amenaça ruptura o que així ho visqui el nen.
- Porta discreta situada al costat o amb dificultat per veure-la. Persona selectiva. Que tria detalladament a les seves amistats. Prudent, que li costa donar confiança als estranys. També denota sentit crític i de difícil obertura cap a persones alienes al seu entorn més proper.

#### Lesfinestres
Les finestres sol dir-se que representen els ulls de la casa atès que a través d'elles es contempla el que succeeix exteriorment. Però també constitueixen un element a partir del qual podem ser observats en la nostra intimitat per agents externs. En definitiva la presència, forma i grandària de les mateixes venen a donar pistes de com viu i es comunica el nen amb el mitjà extern.
- Casa sense finestres. A partir dels 5 o 6 anys pot indicar-nos que el nen té la sensació que no pot afrontar la realitat externa. Se sent pressionat en el seu ambient familiar i íntim. Pot ser que hi hagi manques afectives, rigidesa en l'educació parental o excessiva sobreprotecció. Si a més s'observen barrots o creus en la finestra, la casa és sentida amb desgrat o la rebutja.
- Finestres grans o obertes. Són pròpies de nens curiosos, amb obertura cap al món exterior, amb necessitat d'aprendre, capacitat d'observació i sense pors a les valoracions dels altres.
- Finestres petites i/o tancades. Segons la seva grandària i forma poden significar protecció cap als altres, introversió, necessitat d'apartar-se dels ulls indiscrets que puguin observar-los i prudència en les relacions amb altres persones. Són habituals en nens petits adquirint major significació en adolescència i edat adulta.
- Finestres molt adornades. La presència de torratxes amb flors, bordats de cortines, etc., es relaciona amb una personalitat detallista, amb gust per la calidesa de la casa, sensibilitat, sentit estètic i/o amb la necessitat de causar bona impressió. Depenent de l'edat i el dibuix en el seu conjunt, pot també indicar bones capacitats intel·lectuals.
- Finestres simples amb pocs detalls. Reflecteixen nens amb poc interès per la relació social, tot i que igualment no la refusen. També relacions supèrflues, basades en interessos immediats més que en llaços afectius estables.
- Finestres mal alineades. Depenent de l'edat, pot indicar impulsivitat, falta d'atenció, dificultats a l'àrea viso-motriu. També inseguretat, falta de motivació, problemes d'aprenentatge i organització, poc interès en la relació social o que aquesta es produeix d'una forma inadequada (agressivitat, falta d'empatia, etc.).

#### Elsostre
El sostre o teulada de la casa sol associar-se amb la part superior de l'home, és a dir, la ment o l'esperit. Representen les inquietuds superiors com poden ser: la creativitat, la fantasia, la consciència, el sentit moral, social, ètic o fins i tot religiós.
- Sostre simple de dues vessants. És el més habitual en nens. Si no presenta deformitats o elements anòmals es relaciona amb un perfil realista, ben connectat amb el món de les idees.
- Sostre excessivament gran. Sostres que sobresurten amb excés pels costats o de grandària molt superior respecte al de la casa, poden indicar temperament o personalitat excessivament idealista o somiadora amb poc contacte amb la realitat.
- Casa sense sostre, poc definit o mal connectat amb la casa. Absència de capacitat per a la creativitat i/o fantasia. Pot també relacionar-se amb escàs nivell cognitiu, trastorns de l'aprenentatge i/o retard mental.
- Sostre amb golfa. Pot considerar-se una manifestació de capacitat per a la imaginació i fantasia. També el gust per evadir-se de la rutina diària i deixar volar la imaginació. No és habitual trobar-ho en nens de menys de 10 o 11 anys.
- Sostre amb teules o molt elaborat. Persona creadora, racional, amb gust pel món dels ideals i el pensament. A mesura que el dibuix és més detallista majors són aquests atributs. Probablement gust per la lectura i/o les arts plàstiques. No habitual en nens de menys d'11 o 12 anys.
- Sostre pla o molt ample. Normalment suggereix problemes en el si familiar. El nen té la sensació d'estar oprimit pels conflictes o a causa que els seus pares siguin massa exigents i/o severs amb ell.

#### Lesparets
Algunes teories afirmen que les parets representen la fortalesa del "jo" i la personalitat de l'individu que les dibuixa. No està suficientment documentada la seva interpretació en nens pel que només s'aporten tot seguit unes idees molt generals sobre quin pot ser el seu significat.
- Parets altes. En la línia del comentat en les característiques generals de la casa, es pot fer una hipòtesi: que parets altes, elevant-se cap amunt, suposen una projecció del nen, la necessitat d'expandir-se, créixer, potser arribar a ser com els adults. També pot significar força, fins i tot agressivitat, lluita amb el mitjà extern com a forma de sobreviure. Si la paret no presenta finestres llavors hi ha a més egoisme, exclusió dels altres en el propi creixement, ambició sense tenir en compte les necessitats dels altres. Si les parets altes s'acompanyen d'estretor a l'edifici, contorns mal definits o distorsionats, podem pensar que malgrat la necessitat d'expansió hi ha incertesa, fragilitat, potser també manques afectives.
- Parets baixes. Introversió, expressió d'opressió, impotència, aclaparament, malestar i inseguretat en el seu entorn més proper. Si a més no hi ha finestres, aquestes són petites o amb barrots es potencien aquests trets.
- Parets trencades o forats. Solen ser indicadors de problemes crònics en el si familiar i que amenacen amb possibles ruptures doloroses.

#### Laxemeneia
La xemeneia constitueix un element molt característic en els diferents dibuixos de la casa. Tradicionalment s'ha relacionat el fum amb una manifestació de calidesa, afecte, recolliment, etc. Malgrat que és un element no gaire freqüent a les cases urbanes, segueix apareixent sistemàticament en molts dels dibuixos dels nens i joves, per tant, se li ha de buscar una interpretació.
- Casa sense xemeneia. En general podem associar-ho amb un nen de temperament una mica fred, distant, o que potser està en un nucli familiar amb poques vinculacions afectives. De totes maneres aquests extrems hauran de confirmar-se amb altres dades i tenint en compte l'edat del nen.
- Hi ha xemeneia però no fum. Pot ser símptoma o indici de falta de comunicació en el si de la família, la qual cosa podria donar-se degut al fet que el nen sofreixi manques afectives o patiment emocional (gelosia d'un germà, pèrdua d'algun familiar rellevant, etc.).
- Xemeneia fumejant. No sol aparèixer en els nens més petits. El seu significat en nens a partir de 7 o 8 anys és de bones relacions familiars, ambient tranquil i acollidor.
- Direcció del fum. En general sol afirmar-se que el fum que puja verticalment cap amunt és indicador d'una personalitat idealista, mística, amb gust pel món de les idees i els pensaments. Quan es dirigeix a l'esquerra s'especula amb la presència de nostàlgia, necessitat de rememoració del passat, perfil tradicionalista i/o conservador. Finalment si el fum va cap a la dreta es tractaria d'una persona idealista, amant del nou, aventurer, extravertit, amb gust pels viatges i els projectes renovadors.
- Fum molt dens. S'ha relacionat aquesta característica com a indicador de tensió, problemes en l'àmbit familiar o en el terreny personal. Es tractaria d'un desig inconscient de canalitzar aquesta energia negativa i desprendre's d'ella llançant-la cap a l'exterior.

#### El terra
El terra, en els dissenys de les cases, aportarà informació sobre el tipus de contacte que te l'infant amb la realitat. Aquest constitueix la línia de la base, la sustentació. Aquest terra (psicològicament) separa allò inconscient d'allò conscient. Com més reforçat sigui el traç corresponent a terra, més desitjos d'aferrar-se experimenta el nen/a.
- Absència de terra. Inseguretat, persona canviant. Podria deure’s a un subjecte que ha perdut el suport afectiu dels seus estimats, això seria un estat transitori.
- Terra d'un sol traç. Nen/a molt enganxat a les normes que imposa la societat. Per a ell és important basar els seus conceptes i fonaments.
- Terra ascendent. Entusiasme, sentiments optimistes i ambicions.
- Terra descendent. Desànim, pena, tristesa, despreniment o abatiment.
- Terra seriat. Subjecte espontani. S'hauria d'observar si el terra arriba fins als cantons del full, en cas de ser així, s'estara davant d'un nen/a impulsiu més que espontani.
- Terra sinuós. Lluita entre una postura de defensa de la seva vida familiar i, per altra banda, una obertura cap a la societat.
- Casa sobre una muntanya. La sobreelevació és sempre una actitud narcisista i egocèntrica. Aquí atribueix a la seva família un paper d'importància superior i destacada dels altres. Desitja captar l'atenció dels altres sobre la seva vida familiar.
- Terra accentuat. Aquí el terra està molt remarcat o amb diversos trossos sobreposats. Cal recordar que el terra representa la realitat i la seguretat davant la vida. En aquests subjectes importa més allò material, el diner, la seguretat, etc.

#### La tanca
Cal recordar una vegada més que tot accessori en el dibuix del test de la casa és un mitjà per identificar la manca de seguretat que té el/la nen/a. En aquest cas, la tanca serà una important indicadora de les maniobres defensives de l'autor del dibuix. Si es mira arreu, no importen el país o la cultura, es trobaran segurament algunes cases on els seus amos han optat per construir-hi tanques.
- Casa completament tancada. Es pot observar introversió, egocentrisme, desitjos de soledat i difícil accés a la intimitat del subjecte.
- Casa amb tanca baixa. És un element que impedeix el contacte amb els altres, que obstaculitza la comunicació; això és un símbol d'introversió i d'aïllament. Ara bé, com més baixa sigui la tanca, menor serà el grau de desconfiança del subjecte, però augmenta la intenció que té aquesta persona de posar clar quins són els límits a la seva propietat, un marc a les seves pertinences. Té un grau normal i acceptable d'egocentrisme.
- Casa amb tanca alta. Aquest és el cas en el qual el subjecte no vol cap mena de contacte amb l'exterior, mostra una introversió en el seu grau màxim; viu endinsat en el seu propi món, no li interessa el contacte amb el medi i és completament reclòs de la seva vida privada, de la seva intimitat.
- Casa amb tanca alta i d'afilades puntes. Es pot intuir que el subjecte desitja espantar a tot aquell que intenti acostar-se a la seva privacitat. És defensiu, agressiu i irritable.
- Casa amb tanca baixa i de puntes nobles. Aquest subjecte no és tan agressiu ni desconfiat, defensa la seva propietat però està obert a relacions interpersonals i sap que el poden enriquir.

#### Altres elements
- El jardí. S'ha comentat anteriorment que, en general, és un tret positiu sempre que la seva disposició, grandària i forma sigui adequada a la grandària de la casa i no presenti murs o reixats a l'excés. És un espai on el nen pot expressar tota la seva imaginació, per tant, depenent de l'edat, la presència dels diferents elements d'un jardí (arbres, flors, aigua, etc.) permeten fer hipòtesis sobre la seva comprensió de l'entorn i interessos.
- El camí. Suposa una prolongació natural de la porta de la casa i, per tant, un espai que ens permet endinsar-se al món extern però també facilita el tornar a casa. El camí sol estar present en els dibuixos dels nens ja a principis o just abans de l'etapa escolar. Un camí lineal cap avall és propi de nens de caràcter obert i que sap escoltar als altres, acceptant els seus suggeriments i els consells de persones adultes. Un camí ondat s'associa a un caràcter més exigent, orgullós, que prefereix buscar solucions pròpies abans que les hi imposin. També intel·ligència selectiva, curiositat, capacitat d'exploració i gust pels detalls. Finalment un camí bifurcat (de dos o més direccions) es relaciona amb nens oberts, comunicatius però alhora més prudents, amb certa incapacitat per triar a causa de possibles temors per defraudar als seus éssers estimats. Quan en el camí es dibuixen pedres poden escenificar-se els obstacles o problemes que es troben en la sortida de casa cap a l'exterior.
- Petits animals, agents meteorològics, etc. Han d'interpretar-se dins del dibuix en el seu conjunt. Els petits animals solen pintar-los nens amb bon suport afectiu, preocupats pels sentiments i cures cap als altres (estan més presents en els dibuixos de les nenes). Són habituals els ocells i les papallones (desitjos de volar, de sentir-se lliure i apartar-se dels problemes quotidians). En menor freqüència poden aparèixer formigues o altres insectes. La presència del Sol alguns autors ho entenen com el símbol del pare. Quan apareix en el dibuix significaria que es reclama la seva presència perquè s'ocupi de forma més activa dels seus. Per la seva banda la presència de núvols, pluja o tempestes poden interpretar-se com l'escenificació del temor o por a determinades situacions que poden produir-se.
- Cables elèctrics, antenes de TV o altres instal·lacions. Aquest tipus de detalls, molt rars en els nens petits, denoten a nens perfeccionistes, de vegades obsessius o tossuts, que prefereixen tenir molt estructurades i previsibles les seves rutines. No els solen agradar les improvisacions i prefereixen un ambient estructurat, ordenat. Poden ser també un símptoma de gran capacitat d'observació i/o bon funcionament cognitiu.